# 山邊武郎
山邊 武郎（やまべ たけお、1915年4月26日 - 1992年7月21日）は、日本の化学者。東京大学名誉教授。神奈川大学元学長。専門はクロマトグラフィー科学、無機化学。イオン交換樹脂膜を用いて海水淡水化する研究で知られる。日本海水学会会長、電気透析研究会会長などを歴任。

## 経歴
- 旧制神戸一中、旧制三高理甲を経て、1940年3月東京帝国大学工学部応用化学科卒業。同11月東京帝国大学工学部講師、同1941年3月入営のため辞職、1949年5月東京大学助教授（第二工学部勤務）、1951年4月東京大学生産技術研究所勤務、1956年12月「イオン交換及びその応用に関する研究」により工学博士の学位を取得[3]、1963年8月教授に就任、1966年6月日本海水学会学術賞を受賞、1973年液体クロマトグラフィー懇談会会長[4]。東京大学定年後に神奈川大学工学部教授、1978年7月12日～1981年7月11日神奈川大学学長[5]、1985年（昭和60年）イオン交換研究会が発足し会長に選任[6]。

## 著作・論文・文献
- 超高速液体クロマトグラフィー 山辺武郎 編著 産業図書 1989.6
- 高速液体クロマトグラフィーの手びき : 付:分析データ集 山辺武郎 編 幸書房 1975
- 解説無機工業化学 共立 1973
- 現代無機化学講座 技報堂 1971
- 解説無機工業化学 共立1965
- イオン交換樹脂膜 山辺武郎, 妹尾学 共著 技報堂 1964
- イオン交換樹脂 清山哲郎, 山辺武郎 著 日刊工業新聞社 1963
- イオン交換樹脂 : 基礎と応用 金原1962
- 現代無機化学講座 山辺武郎他編 技報堂
- 日本における塩水淡水化の現状イオン交換膜電気透析法 総括

等